# Septoria pyrethri
Septoria pyrethri är en svampart som beskrevs av Bres. & Krieg. 1897. Septoria pyrethri ingår i släktet Septoria och familjen Mycosphaerellaceae.   Inga underarter finns listade i Catalogue of Life.